# 林玄悅門入
第三世林門入（1675年—1719年），日本圍棋棋手，為第二世林門入的兒子，幼名長三郎。
因為二世門入的急逝，十一歲的長三郎被託付給當時的名人碁所，本因坊道策，並繼任林家家督，成為第三世。1695年才得初段而出仕御城碁，受井上跡目道節三子。
因為體弱多病，1705年道策的門徒片岡因的過繼給門入當跡目（依年紀來看，因的反而應該為三世門入在坊門的師兄），改名林因竹，隔年門入傳位給因竹，退休後改名玄悅，是以後世多稱林玄悅門入以作區分。退休後在道節名人的教導下而精進，後來被授予五段免狀。1719年11月17日去世。

## 外部連結
日本圍棋故事